# スケルトン イン ザ クローゼット
『スケルトン イン ザ クローゼット』(Skeleton in the closet) は、岩本ナオによる日本の漫画作品。

## 概要
『月刊フラワーズ』（小学館）にて2005年7月号から9月号まで連載された。作者の初連載作品。
タイトルの『スケルトン イン ザ クローゼット』とは、英語で“他人に見られたくない家庭の事情”などを意味する言葉。

## あらすじ
公認会計士を目指し、受験を目前に控えた寛一の下に、高校受験を控えた従妹の野花が訪ねてくる。新人漫画家である寛一の弟・公二も巻き込んで、それぞれに事情を抱えた3人の生活が始まる。

## 登場人物
青木 野花（あおき のはな）
15歳。中学3年生。祖父は議員。家は裕福。母親は祖父の反対を押し切り恋人と駆け落ちした挙げ句、離婚し、野花を連れて出戻った。
山本 寛一（やまもと かんいち）
野花の従兄。24歳。大学卒業後、公認会計士を目指し勉強中。昔から優等生だった。
山本 公二（やまもと こうじ）
寛一の弟。21歳。新人漫画家。絵は決して上手ではない。高校を中退し、漫画家を目指し家出した。優等生だった兄・寛一と比べられながら育ったが、寛一のことは尊敬している。

## 単行本収録作品
「雪みたいに降り積もる」「僕の一番好きな歌」「青という言葉のない国から」の3作は、あや子、その兄・アキラ、その隣人兄妹・雄大とユリコの4人が登場するシリーズ作品。
雪みたいに降り積もる
flowers 2004年12月号掲載
まだ恋を知らない少女・あや子と、理屈っぽい少年・熊谷、2人の物語。
僕の一番好きな歌
flowers 2005年4月号掲載
ビートルズが大好きな少年・雄大。幼なじみのアキラのはっきりした性格に少し憧れていた。ある日を境に、クラスの女子・坂上のことを好きになる。
青という言葉のない国から
flowers 2005年6月号掲載
幼なじみで隣人のアキラのことが大好きなユリコ。毎日積極的にアプローチするが、妹同然としか思われていない。
その彼女の存在
flowers 2004年5月号掲載、デビュー作
皆からはいつも不機嫌そうな女と思われているアベキリコ。ところが、深町だけはアベが側にいると何かと幸運が巡ってくる。
花の名前
flowers 2004年8月号掲載
ユイのバイト先の花屋で新たに働くことになった初子。姉が亡くなり、両親になかなか家から出させて貰えなくなったから、自立のために働き始めたという。
冬色自転車
flowers 2005年2月号掲載
バレンタインデーにチョコを渡したい、想いを伝えたい。今まで感じたことのない思いが芽生え始める。